# Killinggänget
 (août 2018).
Si vous disposez d'ouvrages ou d'articles de référence ou si vous connaissez des sites web de qualité traitant du thème abordé ici, merci de compléter l'article en donnant les références utiles à sa vérifiabilité et en les liant à la section « Notes et références ».
Killinggänget est un groupe de comédiens suédois, fondé en 1991. 

## Historique
Il porte le nom de Glenn Killing, un personnage joué par Henrik Schyffer qui a participé à de nombreux spectacles du groupe.

## Composition
- Robert Gustafsson
- Jonas Inde - Quitte le groupe en 2004
- Andres Lokko - Scénariste
- Martin Luuk - Scénariste
- Johan Rheborg
- Henrik Schyffert

### Réalisateurs
- Walter Söderlund (1991-1999)
- Tomas Alfredson (2000-aujourd’hui)